# Az Osztrák–Magyar Monarchia tábornagyainak listája

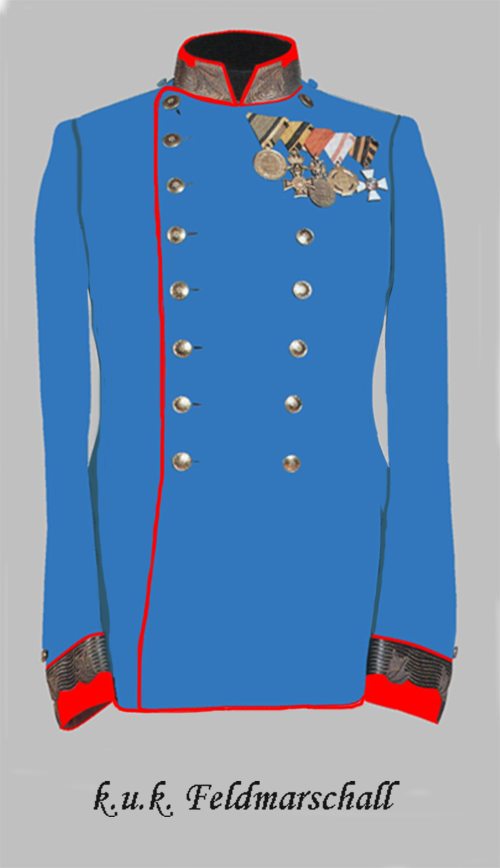
Tábornagy a cs. és kir. hadseregben (szolgálati egyenruha)

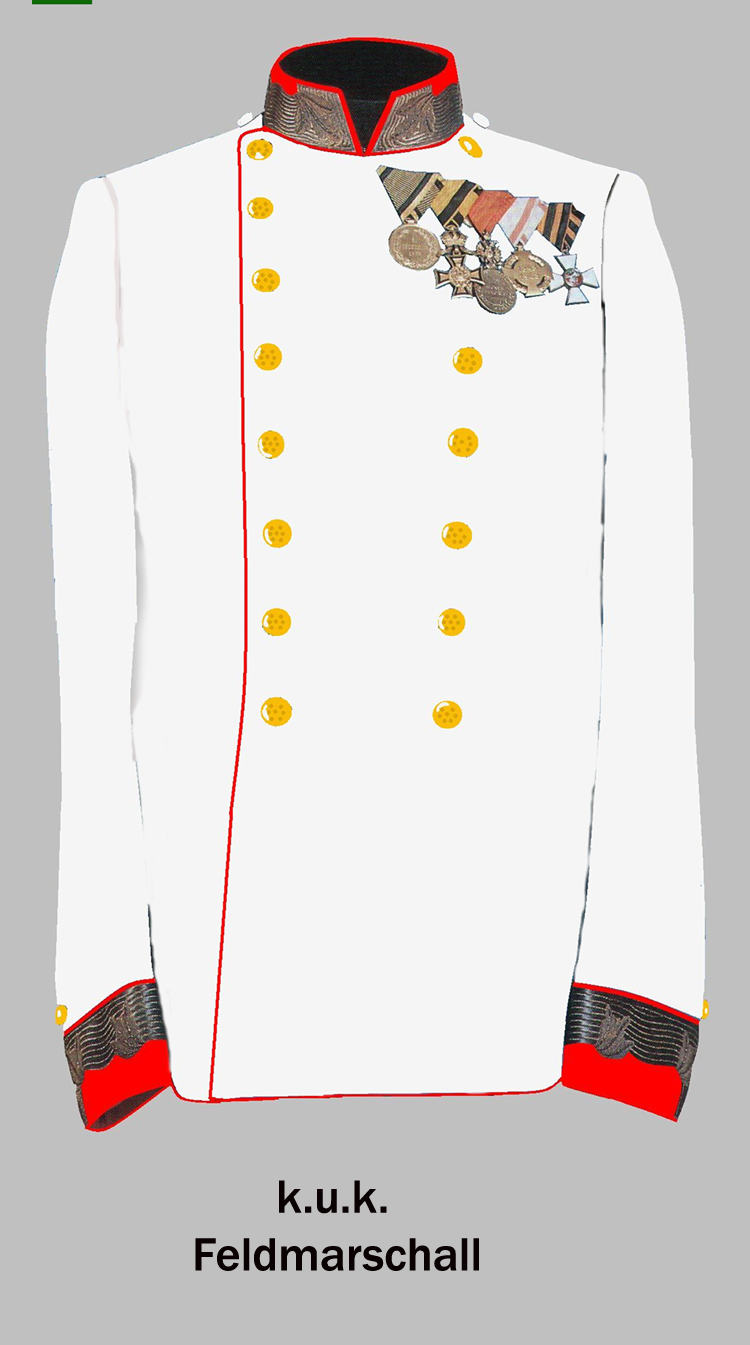
Tábornagy a cs. és kir. hadseregben (ünnepi egyenruha)

Az osztrák és az osztrák–magyar tábornagyok listája azokat a személyeket sorolja fel, akik az osztrák–magyar hadseregben tábornagyi rangot viseltek.

## Osztrák Császárság
| Előléptetésdátuma | Portré | Név                                             | Élettartam |
| ----------------- | ------ | ----------------------------------------------- | ---------- |
| 1805              |        | Adam Czartoryski-Sangusco herceg                | 1734–1823  |
| 1805              |        | Ferdinánd Ferenc herceg                         | 1763–1834  |
| 1808              |        | József Antal főherceg                           | 1776–1847  |
| 1808              |        | Károly József, Ligne hercege                    | 1735–1814  |
| 1808              |        | Wenzel Joseph von Colloredo                     | 1738–1822  |
| 1808              |        | Alvinczi József                                 | 1735–1810  |
| 1808              |        | Joseph Comte de Ferraris                        | 1726–1814  |
| 1809              |        | Heinrich Graf von Bellegarde                    | 1757–1845  |
| 1809              |        | Johann Graf von Kolowrat-Krakowsky              | 1748–1816  |
| 1809              |        | I. János liechtensteini herceg                  | 1760–1836  |
| 1812              |        | Karl Philipp zu Schwarzenberg                   | 1771–1820  |
| 1818              |        | Arthur Wellesley                                | 1769–1852  |
| 1824              |        | XV. Henrik herceg                               | 1751–1825  |
| 1826              |        | Kamillo Graf Lambertic                          | † 1826     |
| 1830              |        | V. Ferdinánd magyar király                      | 1793–1875  |
| 1830              |        | Ferenc Frigyes főherceg                         | 1757–1844  |
| 1833              |        | Christoph Freiherr von Lattermann               | 1753–1835  |
| 1836              |        | Ferdinánd Károly József főherceg                | 1781–1850  |
| 1836              |        | János főherceg                                  | 1782–1859  |
| 1836              |        | Joseph Wenzel Radetzky                          | 1766–1858  |
| 1843              |        | Karl Ludwig Graf von Ficquelmont                | 1777–1857  |
| 1844              |        | Maximilian Freiherr von Wimpffen                | 1770–1854  |
| 1846              |        | Philipp Landgraf von Hessen-Homburg             | 1779–1846  |
| 1848              |        | I. Ferenc József magyar király                  | 1830–1916  |
| 1848              |        | Lederer Ignác                                   | 1769–1849  |
| 1848              |        | Ferdinand zu Windisch-Grätz                     | 1787–1862  |
| 1849              |        | Laval Graf Nugent von Westmeath                 | 1777–1862  |
| 1854              |        | Eugen Graf Wratislaw von Mittrowítz-Nettolitzky | 1786–1867  |
| 1859. július 15.  |        | Heinrich Freiherr von Heß                       | 1788–1870  |
| 1863. április 4.  |        | Albert főherceg                                 | 1817–1895  |
| 1867. október 19. |        | Edmund zu Schwarzenberg                         | 1803–1873  |

## Osztrák–Magyar Monarchia
| Portré | Név                                                                                  | Előléptetés dátuma | Pozíció |
| ------ | ------------------------------------------------------------------------------------ | ------------------ | --- |
|        | ő császári és királyi fensége Habsburg–Lotaringiai Rudolf koronaherceg (1858–1889)   | 1882               | - Az Osztrák–Magyar Monarchia trónörököse (1858–1889)                                                                   |
|        | ő császári felsége II. Vilmos császár (1859–1941)                                    | 1900. május 4      | - A Német Birodalom császára (1888–1918)                                                                                |
|        | őfelsége VII. Edward király (1841–1910)                                              | 1904. május 1      | - A Brit Birodalom uralkodója (1901–1910)                                                                               |
|        | ő császári és királyi fensége Habsburg–Tescheni Frigyes főherceg (1856–1936)         | 1914. december 8   | - A Császári és Királyi Fegyveres Erők főparancsnoka (1914–1916)                                                        |
|        | ő császári és királyi fensége Habsburg–Lotaringiai Károly főherceg (1887–1922)       | 1916. november 21  | - Az Osztrák–Magyar Monarchia uralkodója (1916–1918)                                                                    |
|        | ő császári és királyi fensége Habsburg–Tescheni Jenő főherceg (1863–1954)            | 1916. november 23. | - A Balkanstreitkräfte parancsnoka - Az olasz front parancsnoka                                                         |
|        | gróf hötzendorfi Conrad Ferenc (1852–1925)                                           | 1916. november 25. | - Vezérkari főnök |
|        | báró kövessházi Kövess Hermann (1854–1924)                                           | 1917. november 5.  | - A Császári és Királyi Fegyveres Erők főparancsnoka (1918)                                                             |
|        | báró Alexander von Krobatin (1849–1933)                                              | 1917. november 5.  | - Az Osztrák–Magyar Monarchia hadügyminisztere                                                                          |
|        | báró dentai Rohr Ferenc (1854–1927)                                                  | 1918. január 30.   | - A Magyar Királyi Honvédség parancsnoka                                                                                |
|        | báró Eduard von Böhm-Ermolli (1856–1941)                                             | 1918. január 31.   | - A cs. és kir. 2. hadsereg parancsnoka                                                                                 |
|        | Svetozar Boroević von Bojna (1856–1920)                                              | 1918. február 1.   | - A cs. és kir. 2. hadsereg parancsnoka - A cs. és kir. 5. hadsereg parancsnoka - A cs. és kir. 3. hadsereg parancsnoka |
|        | őfelsége V. Mehmed szultán (1844–1918)                                               | 1918. május 19.    | - Az Oszmán Birodalom szultánja                                                                                         |
|        | ő császári és királyi fensége Habsburg–Lotaringiai József Ágost főherceg (1872–1962) | 1918. október 24.  | - Hadseregcsoport-parancsnok - Magyarország kormányzója                                                                 |

## Fordítás
Ez a szócikk részben vagy egészben  a   List of Austrian field marshals című angol Wikipédia-szócikk ezen változatának fordításán alapul.  Az eredeti cikk szerkesztőit annak laptörténete sorolja fel. Ez a jelzés csupán a megfogalmazás eredetét és a szerzői jogokat jelzi, nem szolgál a cikkben szereplő információk forrásmegjelöléseként.